# Jean-Baptiste Ferracci
Jean-Baptiste Ferracci né le 2 mai 1884 à Sartène (Corse) et mort le 9 décembre 1950 à Paris, est un résistant, homme politique français apparenté à la SFIO et maire de Sartène de 1947 à 1950.

## Biographie

### Enfance et jeunesse
Jean-Baptiste Ferracci naît dans une famille nombreuse de petits propriétaires ruraux de condition pauvre. Son père est Antoine François et sa mère est Palme Marie, née Batucci. À l'instar de nombreux jeunes corses, Jean-Baptiste Ferracci quitte son île à l'âge de 19 ans, en émigrant en Guinée française, où il débuta en qualité d’agent commercial.

### Activités politique et professionnelle de l'entre-deux-guerres (1930-1939)
De plus en plus acquis aux idéaux du socialisme, et ce dès l'âge de vingt ans, Jean-Baptiste Ferracci est élu au Conseil supérieur de la France d'outre-mer en 1936, en coïncidence avec l'élection du Front populaire au gouvernement. Il y déclare : Plus « de parias aux colonies. Vos intérêts sont les miens. Je suis attaché à ce pays où je suis venu jeune, où j’ai travaillé, j’ai peiné et que j’aime profondément ». Jean-Baptiste Ferracci continua à pratiquer cette même politique, qu’il qualifiait « d’éducation et de libération », en favorisant le principe et les initiatives des assemblées locales et fédérales.

### Résistance
Les années 1930 signent la montée des totalitarismes, dont celui du fascisme italien, aux portes de l'île Corse, terre natale de Jean-Baptiste Ferracci. Le 30 novembre 1938, l'Italie fasciste prétend annexer Nice, la Savoie, et la Corse. Ce dernier prononce le 4 décembre de la même année « Le serment de Bastia » devant 20 000 personnes, répondant à l'Italie l'affirmation avec force de l'attachement de la Corse à la France et le rejet du pan-italianisme mussolinien : « Face au monde, de toute notre âme, sur nos gloires, sur nos tombes, sur nos berceaux, nous jurons de vivre et de mourir français ».

### Activité politique et fin de vie (1945-1950)
La SFIO étant investie après la guerre, il est élu député du premier collège du territoire de Guinée de la IIe Assemblée constituante en juin 1946, après un premier échec en octobre 1945. En janvier 1947, Jean-Baptiste Ferracci est élu conseiller de la République par 11 voix contre 5, et est réélu, en novembre 1948, lors de la constitution définitive de cette assemblée.
En Guinée comme à Paris, tous les témoignages s’accordèrent pour saluer sa générosité, son dévouement et sa grande activité parlementaire. Il participa à la discussion de propositions de loi tendant à établir la Constitution de la République française. Au Conseil de la République et toujours apparenté au groupe socialiste, il fut nommé membre de la commission de la France d’Outre-Mer et de la commission de la reconstruction et des dommages de guerre (28 janvier 1947).
Il dépose le 2 décembre 1948 une proposition de loi tendant à rétablir la subvention instituée au profit de la Corse par la loi du 8 juillet 1912. Le 18 janvier 1949, il est nommé à nouveau membre des mêmes commissions.
Lors des élections municipales d'octobre 1947, il réalise son souhait de longue date : devenir maire de sa ville natale, Sartène, en succédant à Joseph Pascal Tramoni. Ses fréquents séjours dans son département d'élection, comme son état de santé, qui se dégrade, l'éloignent de la séance publique. Alors qu'il se préparait à un nouveau voyage en Guinée, le maire socialiste de Sartène disparaît à Paris le 9 décembre 1950. Le président du Conseil de la République, Gaston Monnerville, déclara lors de l'éloge funèbre du sénateur Jean-Baptiste Ferracci que « son souvenir restera impérissable dans ce territoire auquel il a consacré un demi-siècle de sa vie et au développement duquel il a contribué de tout son cœur ».  